# 코리아 푸드 엑스포
코리아 푸드 엑스포(Korea Food Expo)는 2008년 10월 13일부터 10월 19일까지 서울시 서초구 양재동에 있는 AT 센터에서 개최된 박람회이다. '맛있는 대한민국'이라는 구호와 '건강한 식품, 아름다운 음식'이라는 주제로 개최되었다. 농림수산식품부가 주최하였고, 코리아 푸드엑스포 조직위원회가 주관하였다. 2010년 행사부터는 유사행사인 푸드위크(서울국제식품산업전) 행사와 통합개최하여 2010년 11월 서울시 강남구 삼성동 코엑스에서 개최하게 되었다.